# Бельмід (Кентуккі)
Бельмід (англ. Bellemeade) — місто (англ. city) в США, в окрузі Джефферсон штату Кентуккі. Населення — 909 осіб (2020).

## Географія
Бельмід розташований за координатами 38°15′4″ пн. ш. 85°35′28″ зх. д. / 38.25111° пн. ш. 85.59111° зх. д. (38.250980, -85.591026).  За даними Бюро перепису населення США в 2010 році місто мало площу 0,76 км², уся площа — суходіл.

## Демографія
Згідно з переписом 2010 року, у місті мешкало 865 осіб у 422 домогосподарствах у складі 249 родин. Густота населення становила 1139 осіб/км².  Було 438 помешкань (577/км²).
Расовий склад населення:
| - 93,9 % — білих - 3,6 % — чорних або афроамериканців - 0,8 % — азіатів |

До двох чи більше рас належало 1,7 %. Частка іспаномовних становила 1,3 % від усіх жителів.
За віковим діапазоном населення розподілялося таким чином: 16,6 % — особи молодші 18 років, 54,7 % — особи у віці 18—64 років, 28,7 % — особи у віці 65 років та старші. Медіана віку мешканця становила 53,1 року. На 100 осіб жіночої статі у місті припадало 83,7 чоловіків;  на 100 жінок у віці від 18 років та старших — 81,6 чоловіків також старших 18 років.
Середній дохід на одне домашнє господарство  становив 83 234 долари США (медіана — 74 167), а середній дохід на одну сім'ю — 101 836 доларів (медіана — 96 250). Медіана доходів становила 75 625 доларів для чоловіків та 56 319 доларів для жінок. За межею бідності перебувало 3,6 % осіб, у тому числі 1,6 % дітей у віці до 18 років та 4,9 % осіб у віці 65 років та старших.
Цивільне працевлаштоване населення становило 337 осіб. Основні галузі зайнятості: освіта, охорона здоров'я та соціальна допомога — 34,4 %, виробництво — 10,7 %, фінанси, страхування та нерухомість — 8,9 %, публічна адміністрація — 7,7 %.